# Il colosso di Roma
Il colosso di Roma è un film del 1964 diretto da Giorgio Ferroni.
La pellicola, ambientata nella Roma del 508 a.C., racconta l'espulsione dell'ultimo re di Roma e la leggenda di Caio Muzio Scevola.

## Trama
La città-stato di Roma ha appena espulso i suoi sovrani Etruschi ed è diventata una repubblica. Gli Etruschi dichiarano guerra nel tentativo di riottenere i loro territori. Il soldato Scevola è catturato mentre cerca di assassinare re Porsenna, e viene minacciato di tortura a meno che non riveli informazioni strategiche. Scevola invece posa la sua mano destra su un braciere e la lascia bruciare, dimostrando che ama troppo Roma per preoccuparsi del dolore fisico, e avverte il re che molti altri Romani farebbero lo stesso.
Porsenna, intimorito, lo rilascia e intavola trattative di pace dopo aver appreso la verità su come i Romani hanno scacciato il loro ultimo re, Lucio Tarquinio il Superbo. Tuttavia, Tarquinio vuole ancora continuare la guerra per riottenere il suo trono, e ordina ai suoi uomini di uccidere Muzio in un'imboscata. Salvatosi, Muzio ritorna a Roma per guidare i suoi compatrioti, ma il danno alla sua mano gli impedisce ancora di brandire una spada nella sua mano destra.
Il senato romano gestisce la guerra malamente, e diventa chiaro che solo Scevola può condurre il suo popolo alla vittoria. Si allena quindi a combattere con la sua mano sinistra, ed è presto in grado di ritornare in battaglia e sconfiggere gli Etruschi.